# George Gruntz
George Gruntz (Basilea, 24 giugno 1932 – Allschwil, 10 gennaio 2013) è stato un tastierista e compositore svizzero.

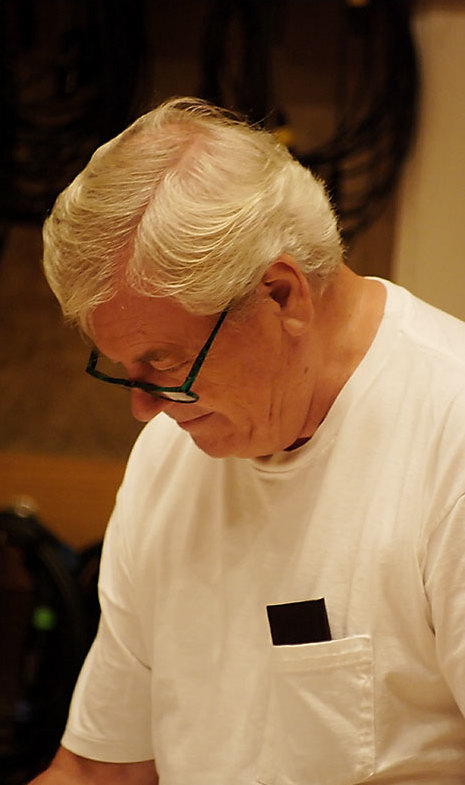
George Gruntz

È conosciuto per i suoi lavori con artisti fra i quali Phil Woods, Rahsaan Roland Kirk, Don Cherry, Chet Baker, Art Farmer, Dexter Gordon, Johnny Griffin e Mel Lewis. Dal 1972 al 1994 ha curato la direzione artistica del JazzFest Berlin. George Gruntz era anche un acclamato compositore e arrangiatore e lavorava a molte commissioni provenienti da altrettante numerose orchestre. Da molti è ricordato anche per aver fondato e diretto la George Gruntz Concert Jazz Band.